# Julian Zawadowski
Julian Stanisław Zawadowski (ur. 7 maja 1902 w Jaworowie, zm. 1 marca 1980 w Krynicy-Zdroju) – polski doktor nauk medycznych, lekarz ginekolog, położnik i uzdrowiskowy. Burmistrz Krynicy-Zdroju, działacz społeczny, turystyczny i sportowy hokeja na lodzie w klubie KTH Krynica.

## Życiorys

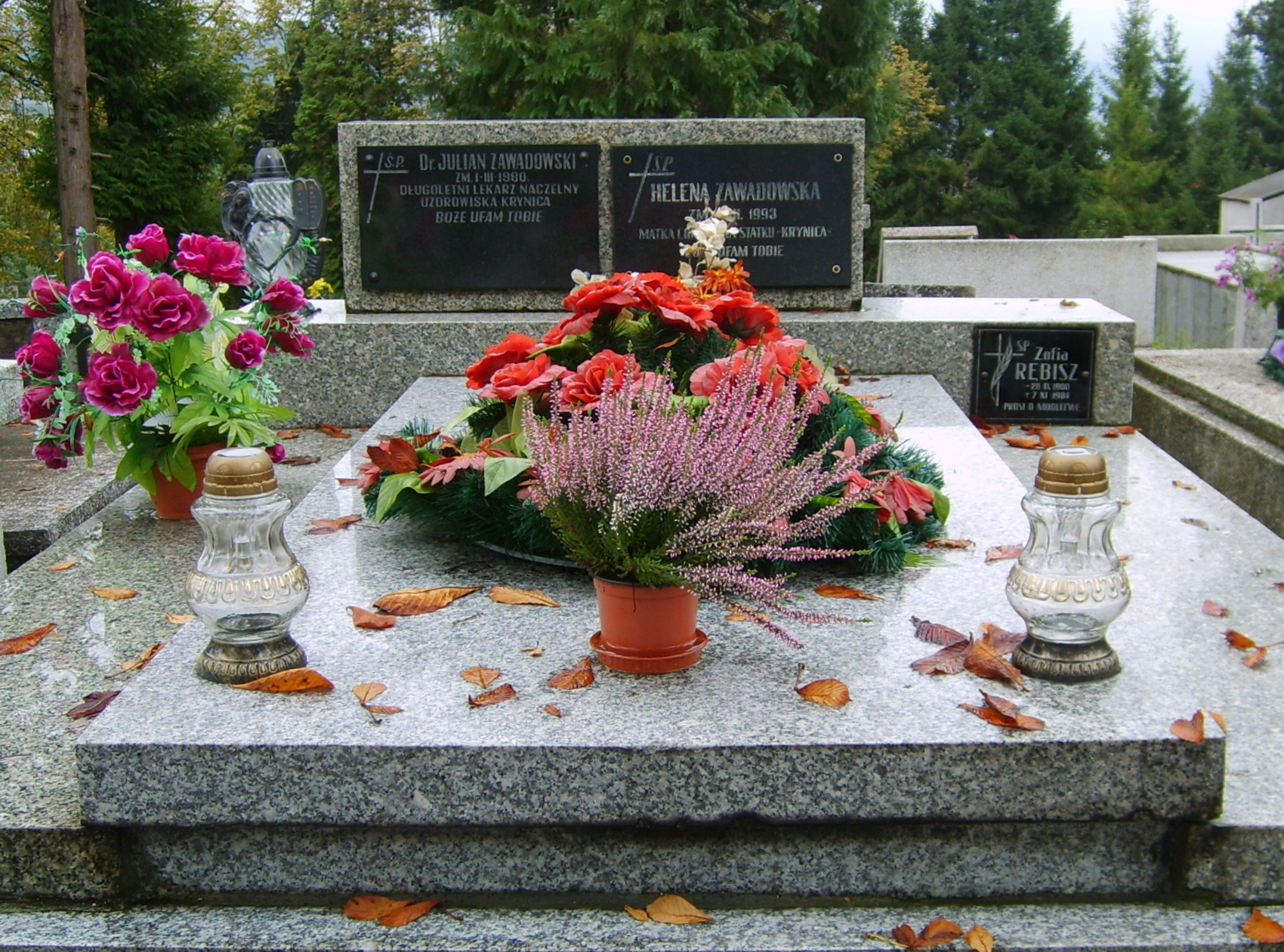
Grobowiec rodziny Zawadowskich w Krynicy-Zdroju

Julian Stanisław Zawadowski urodził się 7 maja 1902 w Jaworowie. Był synem Juliana (dzierżawca w Hoczwi).
W 1922 zdał egzamin dojrzałości w Państwowym Gimnazjum w Sanoku (w jego klasie byli m.in. Walerian Bętkowski, Józef Bogaczewicz, Maria Myćka-Kril, Kazimierz Ochęduszko, Edward Szwed). W niepodległej II Rzeczypospolitej ukończył studia medyczne na Wydziale Lekarskim Uniwersytetu Jana Kazimierza we Lwowie, uzyskując tytuł doktora nauk medycznych. Specjalizował się w położnictwie i deramtologii. We Lwowie rozpoczął praktykę lekarską w klinice ginekologiczno-położniczej prof. Kazimierza Bocheńskiego. W 1935 został lekarzem Ubezpieczalni Społecznej w Krynicy-Zdroju. Później sprawował urzędy Lekarza Naczelnego uzdrowiska Krynicy-Zdroju (jako najdłużej piastujący to stanowisko) oraz zastępcy dyrektora do spraw lecznictwa w Dyrekcji Zespołu Uzdrowisk Krynicko-Popradzkich
W trakcie II wojny światowej udzielał pomocy lekarskiej partyzantom na obszarze Beskidu Niskiego. Po wojnie skupił się na pracy na rzecz uzdrowiska. Został burmistrzem Krynicy. Był inicjatorem powstania Krynickiej Komunikacji Autobusowej i Parku Sportowego. Zaangażował się w dyscyplinę hokeja na lodzie, był wieloletnim prezesem klubu KTH Krynica. Za jego urzędowania na stanowisku burmistrza zrodziła się idea w 1948 budowa sztucznego lodowiska, został zawiązany Społeczny Komitet Budowy Sztucznego Lodowiska, a budowa trwająca następne lata, została uwieńczona 29 grudnia 1962 uroczystym otwarciem obiektu (obecnie istniejące lodowisko, hala widowiskowo-sportowa w Krynicy-Zdroju, jest przebudowanym obiektem poprzedniego lodowiska). W składzie parku sportowego wzniesiono ponadto boisko, korty tenisowe, bieżnie. Za sprawą inicjatywy doktora wydane zostały albumy: „40 lat KTH”, „Beskid Sądecki”, „Nikifor”, „Krynica w rysunkach A. Wasilewskiego”.
Ponadto był działaczem i prezesem krynickiego oddziału Polskiego Towarzystwa Turystyczno-Krajoznawczego w latach 1964-1980 oraz przewodniczącym Społecznego Komitetu Rozwoju Krynicy. Został pierwszym powojennym burmistrzem Krynicy-Zdroju. W tym czasie przyczynił się do powstania Miejskiej Biblioteki Publicznej w Krynicy-Zdroju, otwartej 15 lipca 1947, której dyrektorem została jego żona Helena (z domu Kaczmarek, 1916-1993) i piastowała tę funkcję do 1980; została też matką chrzestną statku „Krynica”.
Ślubu Julianowi Zawadowskiemu udzielił w 1955 jego kolega klasowy z gimnazjum ks. Stanisław Lechowicz, a świadkami byli Tomasz Tomasik i Stefan Stefański. Doktor zamieszkiwał w pensjonacie „Biały Orzeł” w Krynicy. Zmarł 1 marca 1980 i został pochowany na Starym Cmentarzu w Krynicy-Zdroju.

## Odznaczenie
- Krzyż Kawalerski Orderu Odrodzenia Polski[9],
- Złoty Krzyż Zasługi[9],
- Srebrny Krzyż Zasługi (19 lipca 1955, za zasługi w pracy zawodowej w dziedzinie służby zdrowia)[11][12],
- Złota Odznaka PTTK[9],
- Odznaka za Zasługi dla Ziemi Krakowskiej[9].

## Upamiętnienie
- Na cześć doktora w Krynicy-Zdroju nazwano „Park Sportowy im. dra Juliana Zawadowskiego”, przy którym mieści się krynickie lodowisko.
- Dorobek Juliana Zawadowskiego został zaprezentowany w Muzeum Turystyki Górskiej na Jaworzynie Krynickiej[13].
- W Krynicy-Zdroju jest zorganizowany cykliczny młodzieżowy Turniej Hokejowy im. Juliana Zawadowskiego[14][15].
- W 2013 Biblioteka Publiczna Gminy Krynicy-Zdroju, upamiętniając 220. rocznicę powstania uzdrowiska, wydała publikację, przedstawiającą 17 sylwetek osób, działających w przeszłości na rzecz miasta (opisani został w niej m.in. Julian Zawadowski i Mieczysław Dukiet)[16].